# Orthonama fasciata
Orthonama fasciata là một loài bướm đêm trong họ Geometridae.